# Max Pruss

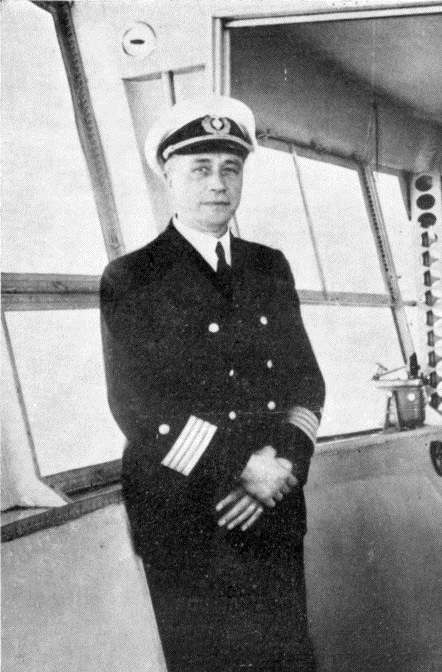
Max Pruss, 1937

Max Pruss (* 29. September 1891 in Sgonn, Landkreis Sensburg (heute Zgon, Woiwodschaft Ermland-Masuren); † 28. November 1960 in Frankfurt am Main) war ein deutscher Luftschiffer. Er war der Kapitän der LZ 129 „Hindenburg“ auf ihrer letzten Fahrt und ein überlebendes Besatzungsmitglied der Zeppelinkatastrophe von Lakehurst.

## Frühe Jahre
Pruss wurde als jüngstes von zwölf Kindern geboren. Der Vater arbeitete in einer Fabrik, die Mutter kümmerte sich um die Kinder und den Haushalt. Im Jahr 1898 übersiedelte Pruss mit den Eltern und fünf Geschwistern nach Bielefeld und besuchte dort die IV. Bürgerschule. Nach dem Schulabschluss wurde er im Jahr 1907 Teil der Kaiserlichen Marine als Mitglied der „Schiffsjungen-Division“. Während des Ersten Weltkrieges erhielt er eine Ausbildung auf verschiedenen Luftschiffen, so z. B. LZ 11, LZ 30 und LZ 54. Dabei diente er auch unter dem Kommando von Hugo Eckener auf LZ 126 während der Überführung in die USA im Jahre 1924. Zum 1. August 1935 trat er der NSDAP bei (Mitgliedsnummer 3.683.841).

## Die Hindenburg
Nachdem er bereits als Wachoffizier auf der Hindenburg unter Kapitän Ernst A. Lehmann gedient hatte, erhielt er 1936 das Kommando über LZ 129 „Hindenburg“. Auf der Fahrt 1936 von Lakehurst nach Frankfurt am Main sowie den Fahrten nach Brasilien war er der verantwortliche Kapitän. 
Ebenso war Pruss Kapitän des Luftschiffes Hindenburg während der Katastrophe vom 6. Mai 1937. Es war das erste Mal, dass er eine Fahrt in Richtung Lakehurst kommandierte. Pruss und mehrere Besatzungsmitglieder waren in der Kommandogondel, als das Schiff vom Heck her zu brennen anfing. Die Hindenburg schlug nach einer Weile mit dem Bug auf den Boden auf und brannte völlig aus. Erst zu diesem Zeitpunkt befahl Pruss allen, aus der Kommandogondel herauszuspringen. Er half dem bewusstlosen und lebensgefährlich verletzten Funker Willy Speck († 8. Mai 1937) aus dem Wrack und suchte nach Überlebenden, bis Rettungskräfte gezwungen waren ihn zurückzuhalten.
Pruss war sich dabei anscheinend nicht der eigenen schweren Verletzungen bewusst. Er kam ins Krankenhaus in Lakehurst, wo sein Zustand als so ernst angesehen wurde, dass er die Letzte Ölung erhielt. Überraschenderweise erholte er sich in den folgenden Monaten, jedoch blieb das Gesicht für immer entstellt. Trotzdem konnte er vor den Untersuchungsausschüssen, die das Unglück aufklären sollten, noch nicht aussagen. Er wurde nicht angeklagt, obwohl er von Hugo Eckener kritisiert wurde, vor der Landung mehrere scharfe, möglicherweise ein Gasleck verursachende Wendemanöver befohlen zu haben. Pruss war der Meinung, solche Manöver seien gefahrlos durchführbar, und machte Sabotage für den Absturz verantwortlich. Auch wies er auf die Möglichkeit eines Blitzschlages als Ursache hin, da kurz vor der Landung ein Gewitter niedergegangen war. 

## Zweiter Weltkrieg und späte Jahre
Pruss kehrte im Oktober 1937 nach Deutschland zurück, wo er Kommandant des Flughafens Frankfurt wurde. Diese Funktion behielt er (dann als Angehöriger der Luftwaffe) auch im Zweiten Weltkrieg bei. Bei einem Besuch Hermann Görings 1940 am Frankfurter Flughafen drängte Pruss auf eine Modernisierung der deutschen Luftschiffflotte; er fand aber kein Gehör. 
In den 1950er Jahren war Pruss die treibende Kraft innerhalb des sogenannten Frankfurter Kreises, der unter Berufung auf den Komfort und Luxus dieser Transportart Geld für den Bau neuer Luftschiffe aufzutreiben versuchte. Am weitesten gediehen waren hierbei die Planungen zu dem Luftschiff LZ 132, das aber durch mangelndes Interesse potenzieller Investoren niemals über die Konzeptionsphase hinauskam. Noch kurz vor seinem Tod 1960 schwärmte er in einem Interview über die Vorzüge der Luftschiffe. Nach einer Magenoperation starb er 1960 an einer Lungenentzündung. Erst etwa 30 Jahre nach seinem Tod wurden in Friedrichshafen mit dem Typ Zeppelin NT wieder neue Luftschiffe gebaut.

## Darstellung im Film
In dem amerikanischen Spielfilm Die Hindenburg von 1975 wird er von Charles Durning dargestellt. Der Film wurde jedoch dafür kritisiert, tatsächliche Gegebenheiten nicht genau wiederzugeben und zu viele Spekulationen zu enthalten. Im deutschen Fernsehzweiteiler Hindenburg (2011) wird Pruss von Jürgen Schornagel dargestellt.

## Sonstiges
Im Bereich des Rebstockgeländes in Frankfurt, wo von 1912 bis 1936 der erste Frankfurter Flughafen lag, ist heute eine Straße nach ihm benannt. Er wurde auch in das vom Oberbefehlshaber der Luftwaffe und Reichsminister der Luftfahrt, Reichsmarschall Hermann Göring, 1938 eingeführte Goldene Buch der Flieger eingetragen („…in Anerkennung und dem Gedenken jener Männer der Luftfahrt […], die sich in Ausübung des Flugdienstes durch kühne, unerschrockene Taten ausgezeichnet hatten“). Sein Grab befindet sich auf dem Südfriedhof in Frankfurt am Main-Sachsenhausen (Grablage: A–54/56).